# Bartłomiej Grzelak
Bartłomiej Grzelak (ur. 9 sierpnia 1981 w Płocku) – polski piłkarz, w latach 2000–2013 występujący na pozycji napastnika.

## Kariera klubowa
Karierę rozpoczął w 2000 w zespole Orlenu Płock. Zadebiutował w Ekstraklasie 10 marca 2001, w wyjazdowym meczu płocczan z Groclinem Grodzisk Wielkopolski. Grzelak wyszedł w podstawowym składzie i grał do 83 minuty.
W sezonie 2002/2003 występował w ŁKS Łódź. Po roku przeniósł się do trzecioligowej wówczas Unii Janikowo. W sezonie 2004/2005 występował w Kujawiaku Włocławek. Grał tam przez jeden sezon, w którym strzelił dla ówczesnego drugoligowca 3 bramki występując w 25 ligowych meczach.
Kolejnym klubem w karierze napastnika był Widzew Łódź. W pierwszym sezonie wystąpił w 32 meczach strzelając dla swojego klubu 20 bramek i zaliczając 6 asyst. Został tym samym królem strzelców II ligi. Dzięki temu Widzew zdołał awansować do Ekstraklasy. Grzelak po udanej rundzie jesiennej otrzymał kilka ofert z czołowych polskich klubów takich jak Wisła Kraków, Zagłębie Lubin i Legia Warszawa. Ostatecznie wybrał stołeczny klub i od 15 grudnia 2006 był piłkarzem Legii Warszawa, a Widzew otrzymał z tytułu jego transferu 600 000 euro. Po sezonie 2009/2010 wygasł jego kontrakt z warszawskim klubem. 8 sierpnia 2010 podpisał kontrakt z Sibir Nowosybirsk, a 11 stycznia 2011 kontrakt z Jagiellonią Białystok. 20 lutego 2012 Grzelak rozwiązał za porozumieniem stron kontrakt z białostockim klubem, podczas rocznego pobytu w Białymstoku zawodnik nie zadebiutował w oficjalnym spotkaniu.
16 marca 2012 Grzelak podpisał półroczny kontrakt z zespołem Cracovii, w której zadebiutował 23 marca 2012 w przegranym przez Pasy meczu 1:3 przeciwko Górnikowi Zabrze. 9 lipca 2012 podpisał roczny kontrakt z Górnikiem Zabrze, który został rozwiązany już 4 dni później z powodu doznanego podczas towarzyskiego meczu przeciwko MFK Ružomberok urazu (Górnik skorzystał z zapisu umownego). W sierpniu 2013 Bartłomiej Grzelak podpisał roczny kontrakt z Wisłą Płock, jednak kontrakt został rozwiązany już w grudniu.

## Reprezentacja Polski
Zadebiutował w reprezentacji Polski w towarzyskim meczu ze Zjednoczonymi Emiratami Arabskimi rozgrywanym w Abu Dabi. Grzelak wyszedł w podstawowym składzie i strzelił dwie bramki. W 63 minucie został zmieniony przez Radosława Matusiaka.
| Mecze i gole w reprezentacji | Mecze i gole w reprezentacji | Mecze i gole w reprezentacji | Mecze i gole w reprezentacji | Mecze i gole w reprezentacji | Mecze i gole w reprezentacji | Mecze i gole w reprezentacji         |
| #                            | Data                         | Miasto                       | Przeciwnik                   | Gol                          | Wynik                        | Rozgrywki                            |
| ---------------------------- | ---------------------------- | ---------------------------- | ---------------------------- | ---------------------------- | ---------------------------- | ------------------------------------ |
| 1.                           | 6.12.2006                    | Abu Dabi                     | Zjednoczone Emiraty Arabskie | Gol · Gol                    | 5:2                          | towarzyski                           |
| 2.                           | 3.03.2007                    | Jerez de la Frontera         | Estonia                      |                              | 4:0                          | towarzyski                           |
| 3.                           | 7.03.2007                    | Jerez de la Frontera         | Słowacja                     |                              | 2:2                          | towarzyski                           |
| 4.                           | 15.12.2007                   | Kundu                        | Bośnia i Hercegowina         |                              | 1:0                          | towarzyski, (nieuznawany przez FIFA) |

## Kariera piłkarska

### Statystyki
| Sezon       | Klub                  | Kraj   | Mecze | Bramki |
| ----------- | --------------------- | ------ | ----- | ------ |
| 2000/01     | Orlen Płock           | Polska | 13    | 2      |
| 2001/02     | Orlen Płock           | Polska | 2     | 0      |
| 2002/03     | ŁKS Łódź              | Polska | 29    | 3      |
| 2003/04     | Unia Janikowo         | Polska | 0     | 0      |
| 2004/05     | Kujawiak Włocławek    | Polska | 25    | 3      |
| 2005/06     | Widzew Łódź           | Polska | 32    | 20     |
| 2006/07 (j) | Widzew Łódź           | Polska | 13    | 4      |
| 2006/07 (w) | Legia Warszawa        | Polska | 10    | 2      |
| 2007/08     | Legia Warszawa        | Polska | 20    | 3      |
| 2008/09     | Legia Warszawa        | Polska | 9     | 2      |
| 2009/10     | Legia Warszawa        | Polska | 20    | 6      |
| 2010        | Sibir Nowosybirsk     | Rosja  | 8     | 3      |
| 2011/12 (j) | Jagiellonia Białystok | Polska | 0     | 0      |
| 2011/12 (w) | Cracovia              | Polska | 3     | 1      |

## Sukcesy
Legia Warszawa
- Puchar Polski: (1) - (2007/08)
- Superpuchar Polski: (1) - (2008)